# Hans Herrmann
Hans Herrmann, nemški dirkač Formule 1, * 23. februar 1928, Stuttgart, Nemčija.
Debitiral je na domači dirki za Veliko nagrado Nemčije v sezoni 1953, kjer je zasedel deveto mesto z več kot krogom zaostanka za zmagovalcem. Prvo prvenstveno točko je osvojil na dirki za Veliko nagrado Francije v naslednji sezoni 1954, kjer je sicer odstopil, a dobil točko za najhitrejši krog. S tem je tudi postavil rekord za najmlajšega dirkača, ki je dosegel najhitrejši krog, toda Stirling Moss ga je izboljšal že na naslednji dirki. Na dirki za Veliko nagrado Švice pa je Hans Herrmann s tretjim mestom dosegel svojo edino uvrstitev na stopničke v karieri. Točke je osvojil tudi na dirki za Veliko nagrado Italije, kjer je zasedel četrto mesto. V naslednji sezoni 1955 je osvojil eno prvenstveno točko na prvi dirki sezone za Veliko nagrado Argentine, kjer je skupaj s Karlom Klingom in Stirlingom Mossom zasedel četrto mesto. V sezonah 1957, 1958 in 1959 se mu ni uspelo uvrstiti med dobitnike točk, zadnjič v karieri mu je to uspelo na dirki za Veliko nagrado Italije v sezoni 1960, kjer je zasedel šesto mesto. Leta 1970 je zmagal na dirki 24 ur Le Mansa z Richardom Attwoodom.

## Popolni rezultati Formule 1
(legenda) (odebeljene dirke pomenijo najboljši štartni položaj, poševne pa najhitrejši krog, †-uvrščen kljub odstopu)
| Leto | Moštvo                     | Šasija             | Motor            | 1     | 2       | 3   | 4       | 5      | 6       | 7     | 8       | 9       | 10      | 11    | Prv | Toč |
| ---- | -------------------------- | ------------------ | ---------------- | ----- | ------- | --- | ------- | ------ | ------- | ----- | ------- | ------- | ------- | ----- | --- | --- |
| 1953 | Hans Herrmann              | Veritas Meteor     | Veritas L6       | ARG   | 500     | NIZ | BEL     | FRA    | VB      | NEM 9 | ŠVI     | ITA     |         |       | -   | 0   |
| 1954 | Daimler Benz AG            | Mercedes-Benz W196 | Mercedes-Benz L8 | ARG   | 500     | BEL | FRA Ret | VB     | NEM Ret | ŠVI 3 | ITA 4   | ŠPA Ret |         |       | 7.  | 8   |
| 1955 | Daimler Benz AG            | Mercedes-Benz W196 | Mercedes-Benz L8 | ARG 4 | MON PO  | 500 | BEL     | NIZ    | VB      | ITA   |         |         |         |       | 22. | 1   |
| 1957 | Officine Alfieri Maserati  | Maserati 250F      | Maserati L6      | ARG   | MON DNQ | 500 | FRA     | VB     |         |       |         |         |         |       | -   | 0   |
| 1957 | Scuderia Centro Sud        | Maserati 250F      | Maserati L6      |       |         |     |         |        | NEM Ret | PES   | ITA     |         |         |       | -   | 0   |
| 1958 | Scuderia Centro Sud        | Maserati 250F      | Maserati L6      | ARG   | MON     | NIZ | 500     | BEL    | FRA     | VB    | NEM Ret | POR     |         |       | -   | 0   |
| 1958 | Jo Bonnier                 | Maserati 250F      | Maserati L6      |       |         |     |         |        |         |       |         |         | ITA Ret | MAR 9 | -   | 0   |
| 1959 | Scuderia Centro Sud        | Cooper T51         | Maserati L4      | MON   | 500     | NIZ | FRA     | VB Ret |         |       |         |         |         |       | -   | 0   |
| 1959 | British Racing Partnership | BRM P25            | BRM L4           |       |         |     |         |        | NEM Ret | POR   | ITA     | ZDA     |         |       | -   | 0   |
| 1960 | Porsche System Engineering | Porsche 718/2      | Porsche F4       | ARG   | MON     | 500 | NIZ     | BEL    | FRA     | VB    | POR     | ITA 6   | ZDA     |       | 28. | 1   |
| 1961 | Porsche System Engineering | Porsche 718/2      | Porsche F4       | MON 9 |         |     |         |        | NEM 13  | ITA   | ZDA     |         |         |       | -   | 0   |
| 1961 | Ecurie Maarsbergen         | Porsche 718        | Porsche F4       |       | NIZ 15  | BEL | FRA     | VB     |         |       |         |         |         |       | -   | 0   |